# Шлютер, Клара
Клара Шлютер (дат. Klara Schlüter, род. 27 июля 2007) — датская профессиональная велогонщица, выступающая за команду Team Nyt Syn by Fialla — U19P, специалист по шоссейному велоспорту и велокроссу.

## Карьера
Клара Шлютер принимала участие в различных соревнованиях по велоспорту среди юниоров, демонстрируя свой потенциал как в групповых, так и в индивидуальных шоссейных гонках.

### Достижения
2018
Три дня на севере:
1-й этап
2-я на 2-м этапе
2-я на 3-м этапе
Tour de Himmelfart:
8-я на 2-м этапе
9-я на 3-м этапе
9-я на 4-м этапе
7-я на 5-м этапе
Кубок Марселло Бергамо:
4-я на Mascot Workwear løbet
5-я на этапе в Хернинге
4-я на этапе в Хаммеле
Велосипедная неделя Раннерса:
6-я на 1-м этапе + гран-при Банка Ютландии
6-я на 2-м этапе
7-я на 3-м этапе
5-я на 4-м этапе
6-я в генеральной классификации
2-я на Brædstrup — Ikke A (DCU)
Xtreme Cup:
7-я 6-м этапе
5-я в генеральной классификации
2019
Три дня на севере:
2-я на 1-м этапе
2-я на 2-м этапе
3-й этап
Гран-при Biemme Bjerg
Tour de Himmelfart:
5-я на 2-м этапе
7-я на 1-м этапе
7-я на 4-м этапе
8-я на 5-м этапе
3-я на Mascot Workwear løbet
Кубок Марселло Бергамо:
5-я на этапе в Хернинге
4-я на этапе в Раннерсе
U17 Tornado CUP:
2-я на 2-м этапе
3-й этап
Велосипедная неделя Раннерса:
2-я на 1-м этапе
2-я на 2-м этапе
2-я на 3-м этапе
2-я на 4-м этапе
Чемпионат Дании среди юниоров:
6-я на командной гонке
6-я на групповой гонке
8-я на Hydro løbet
8-я на Fri Bike Shop
2020
Виртуальный кубок DCU по велоспорту:
1-й этап
2-я на 2-м этапе
3-й этап
5-й этап
7-й этап
Tour de Tønder:
2-я на индивидуальной гонке
групповая гонка
генеральная классификация
8-я на : Чемпионате Дании среди юниоров, командная гонка
2021
5-я на BACHE Petit Prix — CK Aarhus — B&U Løb
4-я на State Energy Race presented by OCC
Youth Tour RCR & TCR:
4-я на 1-м этапе
5-я на 2-м этапе
5-я на 3-м этапе
5-я на 4-м этапе
Campione Pinse cup:
6-я на 1-м этапе
6-я на 2-м этапе
5-я на 3-м этапе
6-я на Slagelseløbet
6-я на CK Nordsjælland Linjeløb
Demin Cup // Ladies Cup // UNO-X Cup:
3-я на 1-м этапе
5-я на 2-м этапе
1-я на 4-м этапе
3-я на Гран-при Vrads Bjerg
Flyver Cup:
2-я на групповой гонке
2-я на индивидуальной гонке
2-я на командной гонке
6-я на Amager Cykle Ring
Велосипедная неделя Раннерса:
8-я на 1-м этапе
6-я на 2-м этапе
8-я на 3-м этапе
7-я в генеральной классификации
5-я на Næstved BC Tempoløbet, индивидуальная гонка
4-я на Nybolig Hvidovre
Чемпионат Дании среди юниоров:
6-я на индивидуальной гонке
6-я на групповой гонке
4-я на B-bikes — Greve CC SM Linjeløb
5-я на Tønder ACR — Hydro løbet
6-я на Fri Bike Shop
2-я на CK FIX Linjeløb
Три дня на севере:
3-я на 1-м этапе
3-я на 2-м этапе
3-я на 3-м этапе
2022
Demin Cup // Ladies Cup // UNO-X Cup:
4-я на этапе в Нестведе
3-я на этапе в Хорсенсе
2-я на этапе в Хольбеке
4-я на этапе в Нюборге
4-я на CC Hillerød Grand Prix
Три дня на севере:
6-я на 1-м этапе
7-я на 2-м этапе
7-я на 3-м этапе
3-я на Vitamin Well — Ejner Hessel Grand Prix 2022 — Amager Cykle Ring
3-я на Ordrup CC Linjeløb 2022
Youth Tour:
7-я на 1-м этапе
6-я на 2-м этапе
7-я на 3-м этапе
6-я на 4-м этапе
6-я на 5-м этапе
3-я на 2-м этапе Middelfart — Ladies Cup
Campione Pinse cup:
4-я на 1-м этапе
5-я на 2-м этапе
4-я на 3-м этапе
3-я на Birkerød BC & Lyngby CC Grand Prix
3-я на CK Nordsjælland Linjeløb
2-я на Nordisk Mesterskab Master, групповая гонка
Чемпионат Дании среди юниоров:
7-я на командной гонке
5-я на групповой гонке
3-я на STARK-løbet — CK Fix
4-я на Чемпионате Зеландии, индивидуальная гонка
3-я на B-Bikes — Greve CC SM, групповая гонка
4-я на Tønder ACR løbet
5-я на Fri Bike Shop — Sønderborg
2023
#HurtigJoakimLøbet
Meldgaardløbet — Rødekro Cykle Club
2-я на Vitamin Well Grand Prix 2023 — Amager Cykle Ring
Три дня на севере:
5-я на 1-м этапе
8-я на 2-м этапе
8-я на 3-м этапе
5-я на ABC København
2-я на Kolding BC Løbet
Youth Tour:
5-я на 1-м этапе
5-я на 2-м этапе
4-я на 3-м этапе
3-я на 4-м этапе
4-я на STARK-løbet — CK FIX Linjeløb
Tour de Himmelfart:
10-я на 4-м этапе
9-я на 5-м этапе
8-я на генеральной классификации
CK Nordsjælland Linjeløb
Campione Pinse cup:
4-я на 1-м этапе
5-я на 2-м этапе
4-я на 3-м этапе
2-я на Campione Grand Prix Sandbjerg
3-я на Ordrup CC Linjeløb
Велосипедная неделя Раннерса:
7-я на 1-м этапе
3-я на 2-м этапе
4-я на 3-м этапе
4-я на 4-м этапе
3-я на Campione Hobro løbet 2023, Чемпионат Ютланд-Фюнен
2-я на BCC
7-я на групповой гонке Чемпионата Дании
3-я на Nyborg
4-я на Campione SM Linjeløb
2-я на Tønder ACR løbet
2-я на Fri Bike Shop
9-я на 2-м этапе Challenge cross-cup
2-я на Чемпионате Дании по гравийному велоспорту среди юниоров
Cross4Life & Чемпионат Зеландии
2024
3-я на 1-м этапе Vejle Løbet, Bording Cup Junior Herre
FBL / A-H CYKLER — Гран-при LUMSÅS
3-я на Campione Grand Prix
2-я на Deloitte løbet
Tour de Himmelfart:
8-я на 4-м этапе
10-я на 3-м этапе
8-я на 5-м этапе
8-я на генеральной классификации
Campione Pinse cup:
6-я на 1-м этапе
6-я на 2-м этапе
8-я на 3-м этапе
5-я на Middelfart
Youth & Master Tour:
4-я на 1-м этапе
4-я на 2-м этапе
4-я на 3-м этапе
3-я на 4-м этапе
10-я на групповой гонке Чемпионата Дании
Sydkysten CC Etapeløb:
пролог
1-й этап
2-й этап
генеральная классификация
4-я на Roskilde CR
4-я на Greve CC Åbne Løb Juniors
6-я на Hydro Lobet Juniors
4-я на Fri Bike Shop — Sønderborg Juniors
2025
Три дня на севере
9-я на этапе в Йёрринге
10-я на этапе в Тю
Grand Prix Sandbjerg
3-я на Nakskov TT Juniors
9-я на чемпионате Дании среди юниоров — индивидуальная гонка
10-я на Campione Pinse Cup — Horsens
8-я на Hobro Løbet
8-я на Campione Pinse Cup — Randers
4-я на Silkeborg
4-я на чемпионате Дании среди юниоров — групповая гонка